# Fredrika Zeidler
Fredrika Annie Frida Zeidler född 2 augusti 1993 är en tidigare svensk handbollsspelare, målvakt.

## Karriär
Fredrika Zeidler  växte upp i Karlskrona och spelade handboll för Flottans IF då hon blev uttagen till juniorlandslaget. 2010 fick hon vara med och vinna UVM-guld i Dominikanska republiken.  Året efter bytte Zeidler klubb till IK Sävehof. Debuten för Sävehof i Elitserien skedde den 1 oktober 2011. Efter två säsonger i Sävehof bytte Zeidler klubb till Kärra HF. I den klubben spelade hon i två månader men lade sedan av med handbollen. Zeidler var en lång målvakt (1,92) med stor räckvidd.  Hon utvecklades inte som målvakt och fick inte mycket speltid i Sävehof och inte heller i Kärras A-lag.
Sammanlagt spelade Zeidler 9 juniorlandskamper och 10 ungdomslandskamper för Sverige.

## Klubbar
- Kungliga Flottans IF  Karlskrona - 2011
- IK Sävehof 2011-2013
- Kärra HF 2013

## Meriter
- UVM -guld med Sveriges U18 damlandslag